# Heinrich Schmidt
Heinrich Schmidt (10 gennaio 1912 – 16 agosto 1988) è stato un calciatore tedesco, di ruolo difensore.

## Carriera

### Club
Gioco per sedici anni nel Saarbrucken.

### Nazionale
Con la nazionale della Saar collezionò una presenza senza segnare nessuna rete.

## Palmarès

### Club

#### Competizioni nazionali
- Ehrenliga Saarland: 1

Saarbrücken: 1950-1951